# Districts de Nauru

Carte des districts de Nauru.

Les districts de Nauru sont l'unique division administrative de ce pays d'Océanie composé d'une unique île située au nord-est de l'Australie.

## Caractéristiques
Au nombre de quatorze, les districts ont été délimités en fonction de la géographie naturelle et humaine de Nauru si bien qu'ils sont tous disposés en étoile du plateau central (qui constitue 70 % de la surface de l'île) vers la côte à l'exception du district de Buada enclavé dans l'intérieur des terres autour de la lagune Buada, seule zone de l'intérieur de l'île encore habitée.
Nauru ne possédant pas de division administrative correspondant aux communes ou aux municipalités, ce pays est un des rares au monde à ne pas posséder de capitale officielle. Les districts n'ayant pas de chef-lieu, celui de Yaren est ainsi considéré comme capitale de facto car il abrite le parlement de la République.
Jusqu'en 1900, il existait 169 villages sur Nauru mais à partir de cette date, ils furent progressivement abandonnés ou détruits. Avec l'accroissement de la population lié au développement économique de l'île en raison de l'extraction du minerai de phosphate, une agglomération faisant quasiment le tour de l'île vit le jour et connecta toutes les anciennes zones habitées.
Ces quatorze districts sont à la base du découpage en huit circonscriptions électorales qui reprend leur tracé en en réunissant certaines.

## Liste des districts
| Nom        | Nom en nauruan | Superficie (km2) | Population (2002) | Densité (hab/km2) |
| ---------- | -------------- | ---------------- | ----------------- | ----------------- |
| Aiwo       | Aiue           | 1,00             | 1042              | 1042              |
| Anabar     |                | 1,43             | 378               | 264.3             |
| Anetan     | Añetañ         | 1,00             | 497               | 497               |
| Anibare    | Anybody        | 3,14             | 231               | 73.6              |
| Baiti      | Beidi          | 1,23             | 443               | 360.2             |
| Boe        | Boi            | 0,66             | 728               | 1103              |
| Buada      |                | 2,66             | 673               | 253               |
| Denigomodu | Denikomotu     | 1,18             | 283               | 239.8             |
| Ewa        | Eoa            | 1,17             | 394               | 336.8             |
| Ijuw       | Ijub           | 1,12             | 168               | 150               |
| Meneng     | Meneñ          | 2,88             | 1316              | 456.9             |
| Nibok      | Ennibeck       | 1,36             | 479               | 352.2             |
| Uaboe      | Ueboi          | 0,97             | 385               | 396.9             |
| Yaren      | Moqua          | 1,50             | 625               | 416.7             |
| Nauru      | Naoero         | 21,30            | 9872              | 463.5             |

Note: le quartier des travailleurs immigrés sous contrat géré par la RONPhos, la société exploitant le phosphate de Nauru est considéré comme une entité statistique propre par le bureau des statistiques nauruan. En 2002 il comptait 2230 habitants. Un chiffre à décompter du recensement concernant les districts d'Aiwo et de Denigomodu sur le territoire desquels il se situe.